# Sekretarzówka
Sekretarzówka – osada wsi Kosobudy w Polsce, położona w województwie lubelskim, w powiecie zamojskim, w gminie Zwierzyniec.
W latach 1975–1998 osada administracyjnie należała do województwa zamojskiego.
Osada stanowi integralną część wsi Kosobudy (Rozporządzenie Ministra Administracji i Cyfryzacji z dnia 13 grudnia 2012 r. w sprawie wykazu urzędowych nazw miejscowości i ich części, strona 1939).